# Jeanna Oterdahl
Jeanna Louise Oterdahl, född 9 augusti 1879 i Uddevalla, död 27 juli 1965, var en svensk författare, lärare vid Mathilda Halls flickskola i Göteborg 1901–1935 och föredragshållare. En av gästföreläsarna på Kvinnliga Medborgarskolan i Fogelstad. Bland hennes verk finns barnvisan Har du sett herr Kantarell... och julsången Det strålar en stjärna.

## Biografi

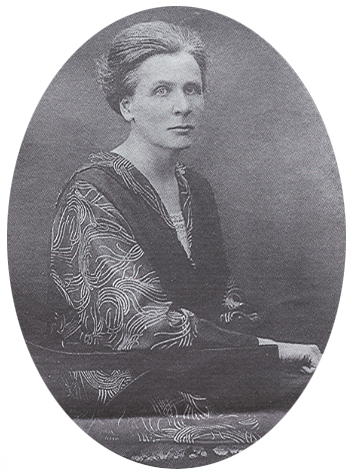
Jeanna Oterdahl, 1918.

Jeanna Oterdahl var dotter till kapten Philip Oterdahl och Eva Frögren. Hon var den äldsta av fem syskon. Hennes morfar ägde ett stort slakteri i Stockholm, något hon senare använde som miljö i romanen Ett gammalt borgarhem. Oterdahl levde i Göteborg större delen av sitt liv, men ägde ett sommarhus i Svanesund på Orust. 
Efter lärarinneexamen i Stockholm 1901 var Oterdahl anställd vid Mathilda Halls skola i Göteborg (där hon själv varit elev) men ägnade sig samtidigt åt ett omfattande författarskap.
Hon lärde känna Selma Lagerlöf och Sophie Elkan och tillbringade delar av 1915 på Mårbacka, vilket gav henne stor litterär inspiration. På grund av detta blev hon den första att skriva längre biografiskt om Elkan.
På 1920-talet drog hon ner på undervisningstimmarna och fokuserade på skrivandet. Flera av hennes morgonsamlingstal sändes på radio över hela Sverige, inklusive ett tal våren 1944 där hon fördömde antisemitismen. Flera likadana exempel på hennes antifascism finns. Hon var bland annat kritisk till permittenttrafiken genom Sverige. Hennes främsta förebild var Natanael Beskow och Oterdahl blev medlem i hans förening Förbundet för Kristet Samhällsliv. Omkring 1950 gick hon med i kväkarna, men redan 1927 hade en av hennes rollfigurer mött kväkarna.
Oterdahl blev en flitigt anlitad föreläsare (ofta med underrubriken "ideella varor") inom ett flertal ämnen: kvinnohistoria, barndomens plats inom litteraturhistorien, mindervärdeskomplex och ålderdomen. Dessa föreläsningar gav troligen henne en annan målgrupp än hennes böcker.
Flera av de här föredragen åtföljdes av essäböcker eller texter om enskilda historiska personer. Förutom Lagerlöf och Elkan skrev hon exempelvis om  Fredrika Bremer, H.C. Andersen och Zacharias Topelius. Under sina föreläsningsturnéer besökte hon flera folkhögskolor och var lärarinna vid Åsa folkhögskola i Södermanland.
Efter sin pension fortsatte Oterdahl att resa runt och föreläsa.
Jeanna Oterdahl är begravd i familjegrav på Östra kyrkogården i Göteborg. Hon var ogift.

## Författarskap
Jeanna Oterdahls romaner och noveller präglade av en innerlig kristendom fick en stor spridning. Bland skönlitteraturen märks Ett gammalt borgarhem (1915, 7:e upplagan 1926), Inger Skram (1919, 7:e upplagan 1932), Brittsommar (1922, 5:e upplagan 1923) och Skolflickor (1924, 7:e upplagan 1929). Hennes visor och sagor för barn blev också mycket uppskattade, däribland Blommornas bok (1905, flera senare upplagor) och Dags visor (1911). Tillsammans med Hilding Celander gav hon ut läseboksserien Saga och sanning (1918–1925) och Nordisk läsning (1931).
Som lyriker framträdde hon 1918 med Några dikter (7:e upplagan 1929), varav några senare togs med i Svenska psalmboken. Flera av henne religiösa betraktelser för ungdom fick även en vidsträckt användning.
Jeanna Oterdahl var aktiv i kväkarrörelsen och diktade (1910) psalm 502 v. 1–2 "O du som ser, o du som vet" i 1921 års psalmbok (Wallins). I 1937 års psalmbok hade denna psalm nr. 527 där också nr 516 "När Jesusbarnet låg en gång" (1909) finns medtagen. Bägge psalmerna finns medtagna i den Den svenska psalmboken 1986. Den förstnämnda med nr. 227 och den andra med nr 117.
"När Jesusbarnet låg en gång" är en text till Martin Luthers melodi från 1539, medan "O du som ser, o du som vet" är tonsatt av Torsten Wall (1902–1970), tonsättare och kyrkomusiker i Karlskrona. I Tempeltoner finns "O du som ser, o du som vet" med i ett sångarrangemang, av Adina Wærn för tre sångstämmor: två sopraner och en alt. 
Många av Oterdahls verser för barn har sjungits av barn under hela 1900-talet, såsom Kantareller vilken inleds med Har du sett herr Kantarell, bor i enebacken?. 
Även den kända julsången När det lider mot jul, mest känd som "Det strålar en stjärna", har hon skrivit.
Texterna omfattas av upphovsrätt som innehas av Vännernas samfund Kväkarna i Stockholm.
I nr. 7 Skrifter utgivna Modersmålslärarnas förening "H. C. Andersen, Udvalgte Eventyr" skrev Jeanna Oterdahl inledning och ordförklaringar.

## Erkännande och eftermäle
Oterdahl fick motta Göteborgs stads förtjänsttecken den 4 juni 1951, med följande motivering: 
| ” | Jeanna Oterdahl är pedagog, författarinna, sagoberätterska, psalmdiktare. Som lärarinna i Göteborg har hon öppnat litteraturens skattkammare för många generationer av unga flickor. Många av hennes barnvisor har blivit klassiska. Det finns knappast en skolklass, som inte sjungit någon av visorna i hennes »Blommomas bok», t. ex. »Har du sett herr kantarell» eller »Solen är vår gudmor, ja, ja, ja». Jeanna Oterdahl är framför allt ungdomens författarinna och har länge varit en av de mest lästa i deras bokvärld. De unga läsarna börjar med »Det röda huset» och sedan kommer de, »Ett gammalt borgarhem», »Världen växer», »Inger Skram» m. fl. Som lärarinna och författarinna har Jeanna Oterdahl satt djupa spår efter sig i Göteborg och inom svenskt kulturliv. Som föreläsare inom ideella föreningar av olika slag har hon ytterligare haft tillfälle att påverka människorna. Jag har nöjet att överlämna stadens förtjänsttecken. | „ |
| – Anföranden av stadsfullmäktiges ordförande vid utdelning av Göteborgs stads förtjänsttecken 1948–1952. | |   |

Oterdahl var en välkänd författarinna under sin levnad, men har efter hand mer och mer glömts bort. Vid slutet av 1900-talet och början av 2000-talet tas hon inte upp i större litterära biografier eller ens särskilt mycket i speciallexikon, något som kan bero på att hon ses som en barnlitteraturförfattarinna eller en psalmförfattarinna. Hon har dock blivit skildrad i ett par biografier och åtminstone en avhandling.

### Varia
- Till våra flickor. Stockholm: Bonnier. 1904. Libris 1727996
- Otto Salomon och Nääs. Stockholm. 1909. Libris 1926677
- Hur vi skapa ett hem : föredrag. Sveriges kristliga studentrörelses folkskrifter, 99-0896411-9 ; 10. Uppsala: Norblads bokh. i distr. 1912. Libris 1633332
- "Saliga äro de renhjärtade!". Sveriges kristliga studentrörelses folkskrifter, 99-0896411-9 ; 36. Stockholm: Sv. kristl. studentrör. 1918. Libris 1506518
- "Den signade dag". Morgonstunder med skolungdom ; 1. Uppsala: Lindblad. 1918. Libris 1656957
- Innerlighet. Sveriges kristliga studentrörelses folkskrifter, 99-0896411-9 ; 38. Stockholm: Sv. kristl. studentrör. 1919. Libris 1506535
- Vardagsvägar. Morgonstunder med skolungdom ; 2. Uppsala: Lindblad. 1921. Libris 1476269
- Om Sophie Elkan : några personliga intryck. Stockholm. 1922. Libris 1705981
- Inför livet. Stockholm: Norstedt. 1923. Libris 1476263
- Trädet som växer. Morgonstunder med skolungdom ; 3. Uppsala: Lindblad. 1924. Libris 1260454
- Det innersta i julen. Stockholm: Birkagården. 1925. Libris 1476260
- Första början : läsebok för första skolåret. Stockholm: Bonnier. 1928. Libris 2043955
- Vårsådd. Morgonstunder med skolungdom ; 4. Uppsala. 1928. Libris 11636474
- Ditt ansvar som kvinna : ett ord till unga flickor. Stockholm: Diakonistyr. 1929. Libris 1341669
- Skolkamrater : läsebok för andra skolåret. Stockholm: Bonnier. 1929. Libris 1341681
- Från skilda håll : bredvidläsningsbok för andra skolåret. Stockholm: Bonnier. 1930. Libris 1341672
- "Jag ser hans spår...". Morgonstunder med skolungdom ; 5. Uppsala: Lindblad. 1933. Libris 1366151
- "Jag hör hans röst...". Morgonstunder med skolungdom ; 6. Uppsala: Lindblad. 1939. Libris 1374788
- Min lilla bönbok : en skolflickas samtal med Gud. Stockholm: Svenska kyrkans diakonistyrelses bokförlag. 1943. Libris 1293744
- Jag lyfter mina händer : en bönbok för dem som har svårt att bedja. Stockholm: Diakonistyr. 1946. Libris 2949510
- Herrgårdsflickan som blev världsberömd : Selma Lagerlöf. Deras liv blev bragd, 99-2921440-2 ; 12. Stockholm: Sv. missionsförb. 1948. Libris 1218920
- Hon älskade människorna : Fredrika Bremer. Deras liv blev bragd, 99-2921440-2 ; 20. Stockholm: Sv. missionsförb. 1950. Libris 1241123
- Skomakarpojken från Odense : H. C. Andersens historia berättad för ungdom. Uppsala: Lindblad. 1955. Libris 1227739
- Läsande flickunge. Ljusdal: Ericssons bokh. 1956. Libris 1967340
- Något om Selma Lagerlöfs judiska kontakter. Stockholm. 1958. Libris 1937518
- Selma Lagerlöf : skildrad för ungt folk och andra. Stockholm: Gummesson. 1958. Libris 628159
- Tidiga vårdagar. Morgonstunder med skolungdom ; 7. Uppsala: Lindblad. 1958. Libris 2525545
- Franciskus, Guds lille spelman. Stockholm: Diakonistyr. 1963. Libris 914491
- Albert Schweitzer : pojken som inte kunde döda. Stockholm: Diakonistyrelsen. 1965. Libris 780406

## Psalmer och sångtexter
- Nu vi lunka barnsång i 4/4-del marschtakt i Svenska Missionsförbundets sångbokserie Lek och allvar  s. 3, häfte nr 10, 1934.
- När Jesusbarnet låg en gång en barnpsalm i Svenska Missionsförbundets sångbokserie Lek och allvar s. 3 häfte nr 13, 1934. Nr 516 i 1937 års psalmbok
- O du som ser, o du som vet nr 527 i 1937 års psalmbok
- Ro, ro i skären långsam barnsång 2/4-dels takt i Svenska Missionsförbundets sångbokserie Lek och allvar s. 21 häfte nr 10, 1934.
- När det lider mot jul

## Priser och utmärkelser
- 1951 – Göteborgs stads förtjänsttecken
- 1956 – Boklotteriets stipendiat
- 1959 – Nils Holgersson-plaketten för sin samlade produktion.